# Шильхавски, Пауль
Пауль Шильхавски (нем. Paul Schilhawsky, в ряде источников фон Шильхавски; 9 ноября 1918, Зальцбург — 2 июля 1995, Париж) — австрийский пианист и музыкальный педагог. Происходил из военно-аристократической семьи, сын военачальника Сигизмунда фон Шильхавски.

## Биография
Окончил Терезианум в 1936 году. Затем учился в консерватории Моцартеум у Франца Ледвинки (фортепиано) и Клеменса Крауса (дирижирование). Изучал также музыковедение и германистику в Мюнхенском университете.
Как исполнитель был наиболее активен в 1950-е годы. Записал два альбома с фортепианными пьесами Фридерика Шопена в весьма своеобразной трактовке, два концерта Вольфганга Амадея Моцарта с Симфоническим оркестром Баварского радио под управлением Рудольфа Альберта, Первый концерт Иоганнеса Брамса с Оркестром Ламурё, также под руководством Альберта. Выступал в дуэте со скрипачом Карлхайнцем Франке, записал с ним сонаты Йозефа Гайдна, Леопольда и Вольфганга Амадея Моцартов; аккомпанировал Рудольфу Кноллю при записи цикла Франца Шуберта «Прекрасная мельничиха». Существует также запись Бурлески для фортепиано с оркестром Рихарда Штрауса с оркестром «Моцартеум» под управлением Крауса (1949).
На протяжении многих лет профессор Моцартеума, в 1971—1979 гг. его ректор; до 1982 года возглавлял также международные летние курсы Моцартеума. Посмертно издана основанная на преподавательском опыте Шильхавски книга статей «Подходы к исполнению песни» (нем. Wege zur Liedinterpretation), анализирующая исполнительские решения применительно к вокальным сочинениям Франца Шуберта, Роберта Шумана, Иоганнеса Брамса, Хуго Вольфа, Густава Малера и Рихарда Штрауса.